# 1367 Nongoma
Az 1367 Nongoma (ideiglenes jelöléssel 1934 NA) a Naprendszer kisbolygóövében található aszteroida. Cyril Jackson fedezte fel 1934. július 3-án, Johannesburgban.